# The Twilight Zone (2019)
The Twilight Zone é uma série de televisão americana antológica, baseada na série de televisão original de 1959 criada por Rod Serling, estreou em 1 de abril de 2019 no CBS All Access.
Em 29 de abril de 2019, a série foi renovada para uma segunda temporada.

## Produção

### Desenvolvimento
Em 19 de dezembro de 2012, foi anunciado que Bryan Singer havia finalizado um acordo para desenvolver, produzir e potencialmente dirigia um terceiro revival de The Twilight Zone para a CBS Television Studios. Além disso, na época do anúncio, a produção ainda não havia contratado um escritor, começou a ser comprada em redes e ainda estava finalizando um acordo com a propriedade de Serling. Em 7 de março de 2013, foi relatado que um escritor estava em negociações para participar da série. Em 2016, Simon Kinberg e Craig Sweeny haviam se juntado à produção e a CBS estava avaliando se o projeto deveria ser comprado para outras redes ou serviços de streaming ou para colocá-lo em sua própria, a CBS All Access. Kinberg eventualmente deixou o projeto para escrever e dirigir o filme Dark Phoenix e Singer e Sweeny logo desistiram também.
Em 2 de novembro de 2017, foi anunciado que a CBS estava revitalizando o revival de seu serviço de streaming CBS All Access. Além disso, foi relatado que Jordan Peele estava em negociações para produzir a série através de sua produtora Monkeypaw Productions e que Marco Ramirez estava em negociações para servir como showrunner. Em 6 de dezembro de 2017, foi anunciado que a CBS havia encomandado a série. Peele e Ramirez foram confirmados para serem os produtores executivos ao lado de Simon Kinberg, Win Rosenfeld, Audrey Chon, Carol Serling e Rick Berg. Peele, Ramirez e Kinberg também deveriam colaborar juntos no episódio de estreia da série. As empresas de produção envolvidas com a série estavam programadas para serem a CBS Television Studios, Monkeypaw Productions e Genre Films. Em 6 de agosto de 2018, foi confirmado que a primeira temporada consistiria em dez episódios. Além disso, foi relatado que a série estabeleceu uma sala de escritores e completou conceitos, esquemas e roteiros para a primeira temporada em vários estágios de desenvolvimento. Não se esperava que a série tivesse um showrunner formal, mas o diretor Greg Yaitanes estava encarregado de supervisionar a continuidade entre os episódios. Em 20 de setembro de 2018, foi anunciado que, além da produção executiva, Peele seria o narrador e apresentador da série. Em 2 de outubro de 2018, foi anunciado através de um vídeo promocional para a série que Gerard McMurray estava dirigindo um episódio com Mathias Herndl atuando como seu diretor de fotografia.

### Elenco
Em 11 de outubro de 2018, foi anunciado que Sanaa Lathan havia sido escalada para um papel de atriz convidada em um episódio intitulado "Rewind".

### Filmagens
As filmagens da série tiveram início em 1 de outubro de 2018, em Vancouver, British Columbia, Canadá.

## Episódios
| N.º | Título                     | Dirigido por      | Escrito por | Lançamento          |
| --- | -------------------------- | ----------------- | --- | ------------------- |
| 1   | "The Comedian"             | Owen Harris       | Alex Rubens | 1 de abril de 2019  |
| 2   | "Nightmare at 30,000 Feet" | Greg Yaitanes     | Teleplay por: Simon Kinberg, Jordan Peele e Marco Ramirez História por: Marco Ramirez Baseado em Nightmare at 20,000 Feet de Richard Matheson | 1 de abril de 2019  |
| 3   | "Replay"                   | Gerard McMurray   | Selwyn Seyfu Hinds | 11 de abril de 2019 |
| 4   | "The Traveler"             | Ana Lily Amirpour | Glen Morgan | 18 de abril de 2019 |
| 5   | "The Wunderkind"           | Richard Shepard   | Andrew Guest | 25 de abril de 2019 |
| 6   | "Six Degrees of Freedom"   | Jakob Verbruggen  | Heather Anne Campbell e Glen Morgan | 2 de maio de 2019   |